# شرق أباد (علي أباد ملك)
شرق أباد (بالفارسية: شرق‌آباد) هي قرية تقع في إيران في قسم علي أباد ملك الريفي. يقدر عدد سكانها بـ 772 نسمة بحسب إحصاء 2016.